# Индийска гигантска катерица
Индийската гигантска катерица (Ratufa indica) е вид бозайник от семейство Катерицови (Sciuridae).

## Разпространение
Видът е разпространен в Индия.